# Station Hilversum
Station Hilversum is een spoorwegstation in Hilversum en is gelegen aan de trajecten Amsterdam – Amersfoort en Hilversum – Utrecht van de Oosterspoorweg.
Het oorspronkelijke station werd geopend op 10 juni 1874. Vanaf het begin was het een belangrijk sneltrein- en intercitystation. Sinds mei 1995 stopten er twaalf jaar lang geen intercity's, tot woede van de bevolking van Hilversum. Sinds 9 december 2007 stoppen alle treinen weer in Hilversum.
Het huidige stationsgebouw werd opgeleverd in 1992. De architect was Jan van Belkum. In de hal zijn gekleurde ramen naar een ontwerp van Joost van Santen, waardoor eens per dag een lichtstraal valt op een goudkleurige kolom in de stationshal.
De omgeving van Station Hilversum wordt in 2025 herontwikkeld als onderdeel van het project Stationshart Hilversum. Het gebied wordt getransformeerd van een doorgangszone naar een levendig, groen en veilig centrum, met ruimte voor nieuwe woningen, commerciële functies en verbeterde bereikbaarheid. Het project moet de identiteit van Hilversum als Mediastad versterken en bijdragen aan een modern en aantrekkelijk stadscentrum.

## OV-chipkaart
Dit station is afgesloten met OVC-poorten.

## Stationshart Hilversum
Het Stationshart Hilversum is een grootschalig herontwikkelingsproject van de gemeente Hilversum,  waarbij het gebied rond het station in de komende jaren ingrijpend wordt vernieuwd. Het project heeft tot doel het station en de omliggende gebieden te transformeren van een functioneel doorgangsgebied naar een levendig, groen en veilig centrumgebied dat een representatie is van Hilversum als mediastad. De herontwikkeling moet rond 2030 leiden tot een herkenbaar centrum, dat zowel aan de stationszijde als aan de andere kant van het spoor bezoekers het gevoel geeft direct in het hart van de stad te staan.
De focus ligt op het versterken van de stad als groen, mediagericht en architectonisch aantrekkelijk gebied. Het vernieuwde Stationshart wordt gekarakteriseerd door straten, lanen, pleinen en kleine open ruimtes (brinkjes), die het gebied moeten verbinden met het omringende stadscentrum. Er wordt daarnaast veel aandacht besteed aan vergroening en het aanleggen van waterpartijen.

### Woningbouw en Commerciële Ruimte
Aan beide zijden van het station zal de ontwikkeling ruimte bieden voor 600 tot 1.000 nieuwe woningen. Aan de centrumzijde van het station zullen maximaal 450 woningen worden gerealiseerd, waarvan 33% sociale huurwoningen, 50% middelduurhuur en 17% in de vrije sector. Daarnaast komt er ten minste 12.000 vierkante meter aan niet-woonfuncties, zoals kantoren, creatieve werkplekken, winkels en horecagelegenheden. Het streven is om de nieuwbouw in lijn te brengen met de architectonische traditie van de stad, onder andere door gebruik te maken van iconische architectuur die doet denken aan de stijl van Dudok.

### Bereikbaarheid en Duurzaamheid
Er wordt veel aandacht besteed aan de toegankelijkheid van het gebied, met een focus op voetgangers en fietsers. Het Stationsplein wordt voorzien van een nieuwe ondergrondse fietsenstalling met plaats voor ongeveer 5.000 fietsen, en er komt een extra stalling aan het Oosterspoorplein voor minimaal 2.000 fietsen. Het busstation wordt vernieuwd en de centrumring wordt aangepast om het verkeer efficiënter en veiliger door het gebied te laten stromen. Daarnaast wordt het Marktplein beter verbonden met het centrum van de stad. De Kleine Spoorbomen zijn sinds eind 2024 afgesloten om de verkeersveiligheid te verbeteren.

### Versterking van het OV-Knooppunt
Het stationsgebied wordt gepositioneerd als een belangrijk OV-knooppunt. Het station blijft niet alleen een centraal treinstation, maar wordt ook het eindpunt van de nieuwe snelbusverbinding HOV in 't Gooi, die Huizen en Hilversum met elkaar verbindt. Bovendien krijgt het station aan beide zijden een volwaardige entree en wordt de tunnel onder het station gerenoveerd.

## Extra perron en nieuwe tunnel
Station Hilversum was sinds 28 mei 1995 geen intercitystation meer. Dit had te maken met de invoering van rechtstreekse intercitytreinen Schiphol-Amersfoort over de in 1993 geopende Zuidtak. Hierdoor verdubbelde het aantal intercitytreinen op de Gooilijn en was er geen ruimte meer om alle treinen te laten stoppen in Hilversum. Het paste ook in het beleid van die tijd om Intercity's op te waarderen, onder meer door het realiseren van een hogere gemiddelde snelheid. Door de aanleg van een 3e perron kon het station eind 2007 zijn intercitystatus terugkrijgen. Met de dienstregeling van 2007 zijn intercitytreinen overigens op meer stations gaan stoppen, onder meer op overstapstations zoals Hilversum en Gouda.
Naast de aanleg van een derde perron, omvatte het project ook de bouw van een nieuwe tunnel onder het station voor fietsers en voetgangers. Deze verving de bestaande voetgangerstunnel en de spoorwegovergang direct naast het station. De tunnel is functioneel in tweeën gedeeld: een stationstunnel voor reizigers en (afgeschermd door een glazen afscheiding) een openbare tunnel met fiets- en voetpad: alleen passanten die gebruik maken van de fietsenstalling kunnen van het ene gedeelte van de tunnel in het andere gedeelte komen. Door het verdwijnen van de spoorwegovergang was het mogelijk de perrons in noordelijke richting te verlengen. De verkeersleidingspost (Post T), die sinds 1996 niet meer in gebruik was, en nu in de weg stond van de perronverlenging, is op 29 maart 2008 gesloopt.
Met de bouw van de tunnel en het 3e perron (een eilandperron) is in de tweede helft van 2006 begonnen. Op 10 meter diepte is ProRail bij het slaan van damwanden echter onverwacht op harde grondlagen gestuit, zodat er met een andere methode verder gewerkt moest worden. Dat verliep succesvol; in november 2006 lag er al een tunneldek onder de sporen 903 en 904.
Het nieuwe eilandperron was eind 2007 grotendeels gereed en er is een sein bij spoor 904 richting Utrecht/Amersfoort geplaatst met het nummer 30. Sinds maandag 5 november 2007 is de westzijde van het perron, spoor 4, in gebruik voor de treinen in de richting van Naarden-Bussum. Ook is op 3 november de nieuwe tunnel in gebruik genomen. Sinds 3 december is ook spoor 5 in gebruik.
In de loop van 2008 zijn liften en roltrappen tussen de stationshal, tunnel en perrons geplaatst en er is een overkapping gebouwd boven het derde perron. De bestaande overkapping van het tweede perron is aan de zuidzijde 15 meter ingekort en de hier verwijderde spanten zijn verplaatst naar de noordzijde zodat de nieuwe trappen en liften worden overkapt.

## Afbeeldingen

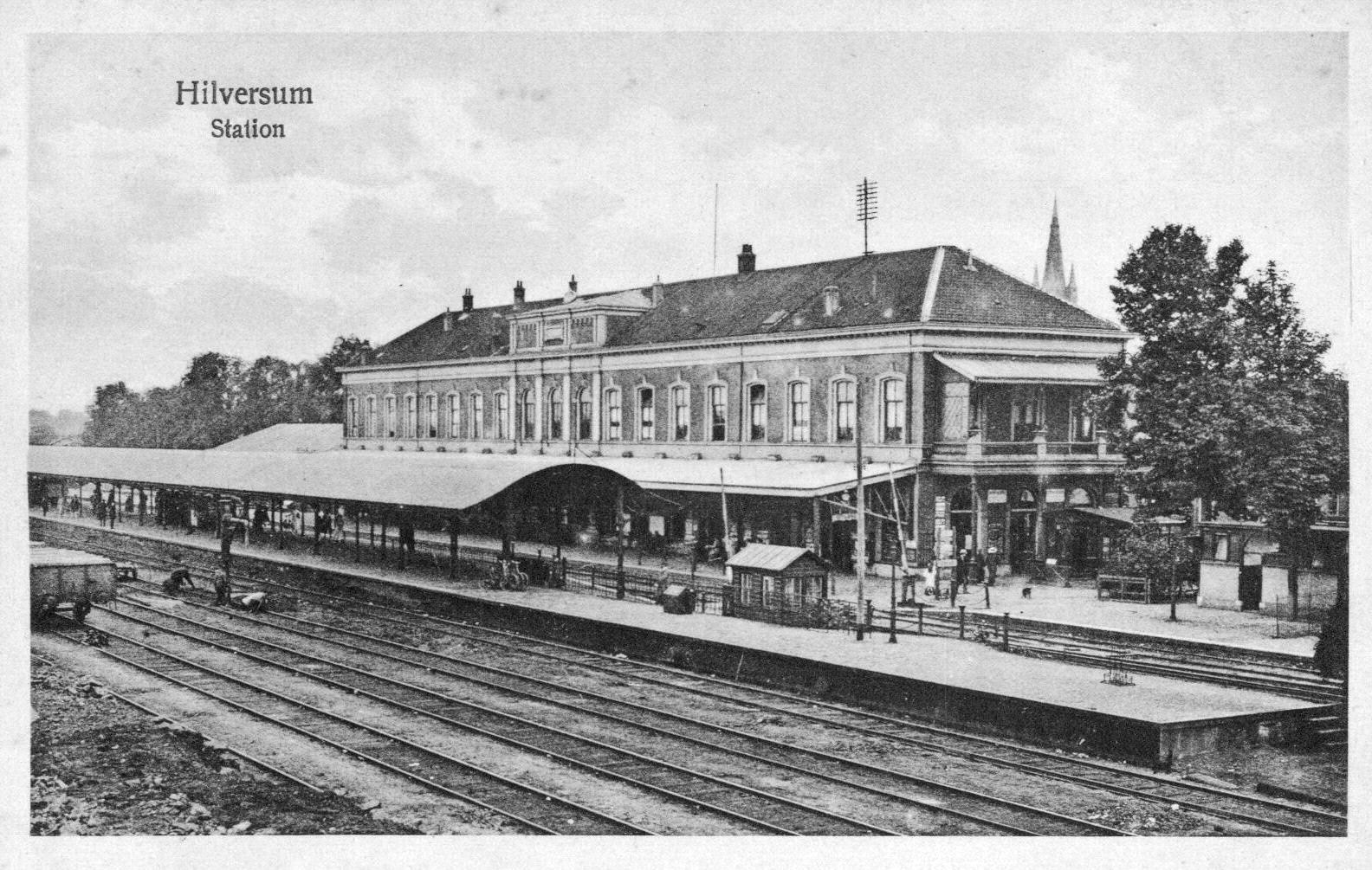
Station Hilversum; circa 1910. Collectie van het Utrechts Archief
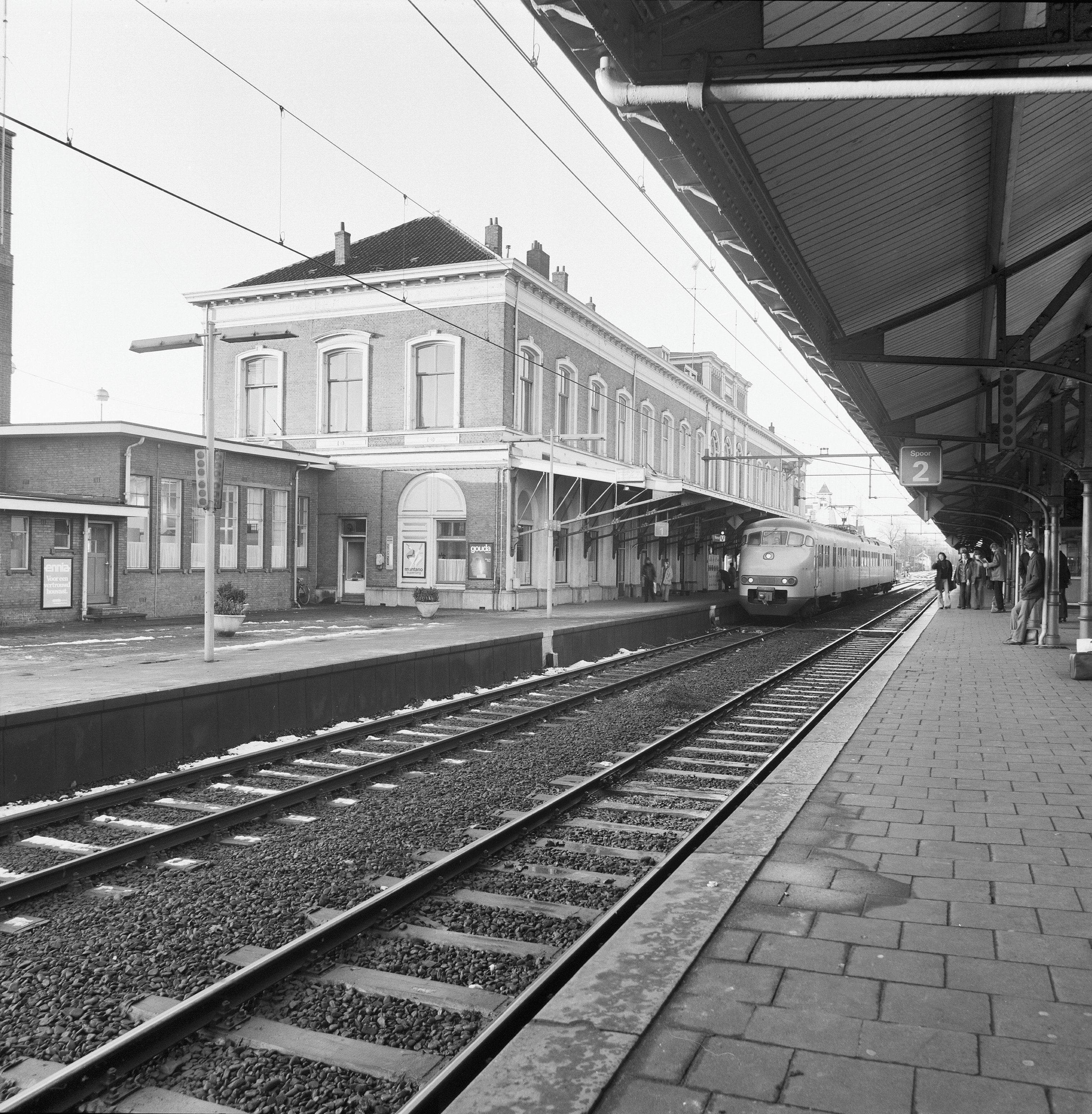
Station Hilversum; 1973
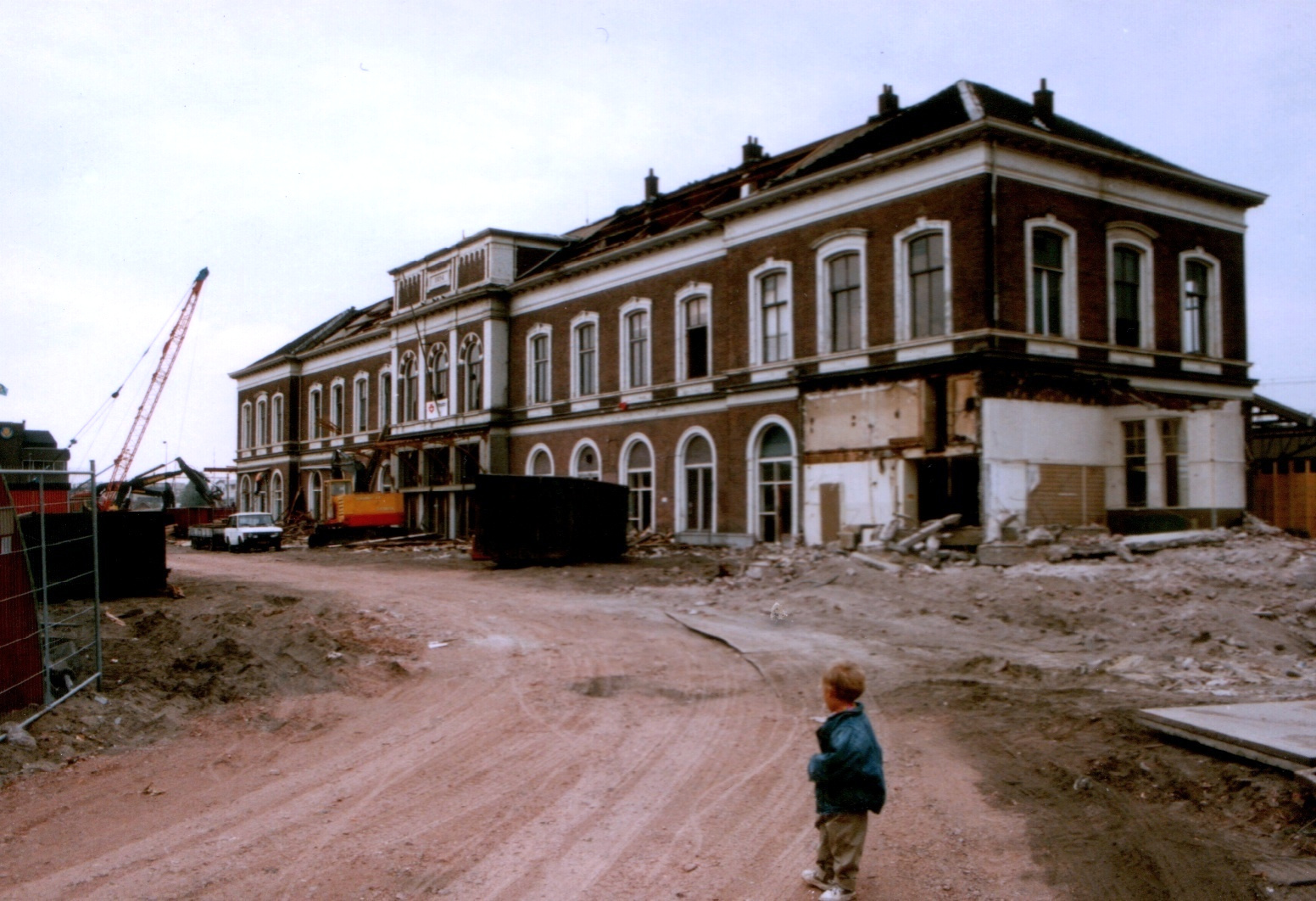
Sloop van het oude station in 1990
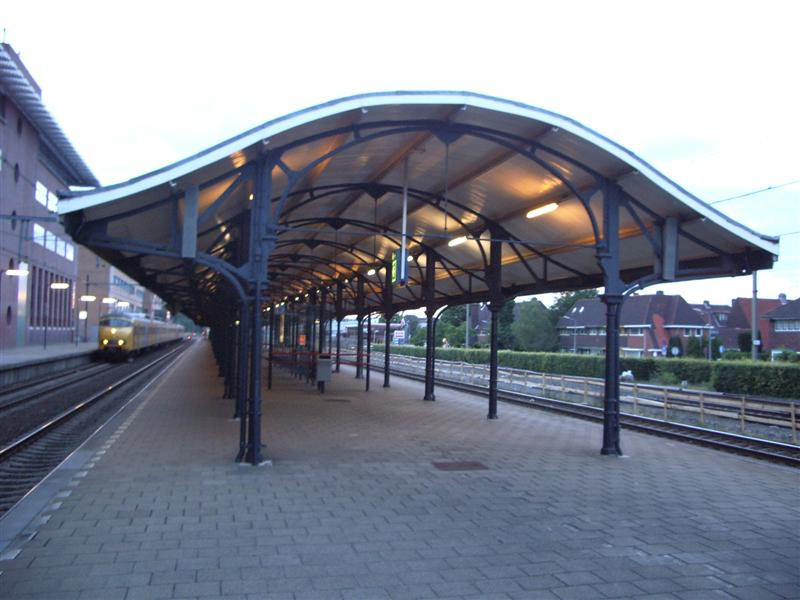
De monumentale perronkap tussen de sporen 2 en 3 die in juli 2006 gedeeltelijk gesloopt is. Links spoor 1 met een stoptrein naar Utrecht
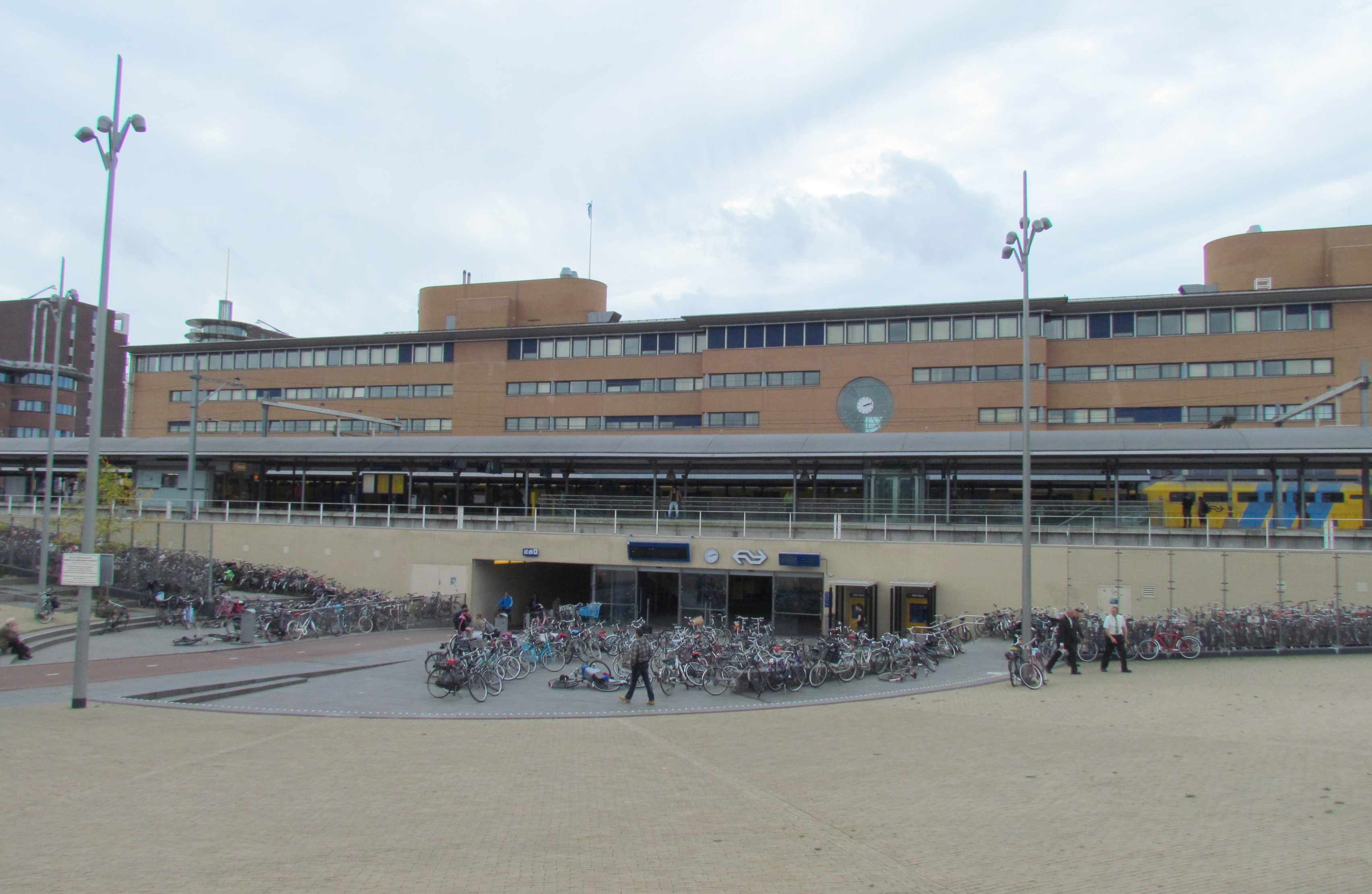
Achterzijde station Hilversum in 2011
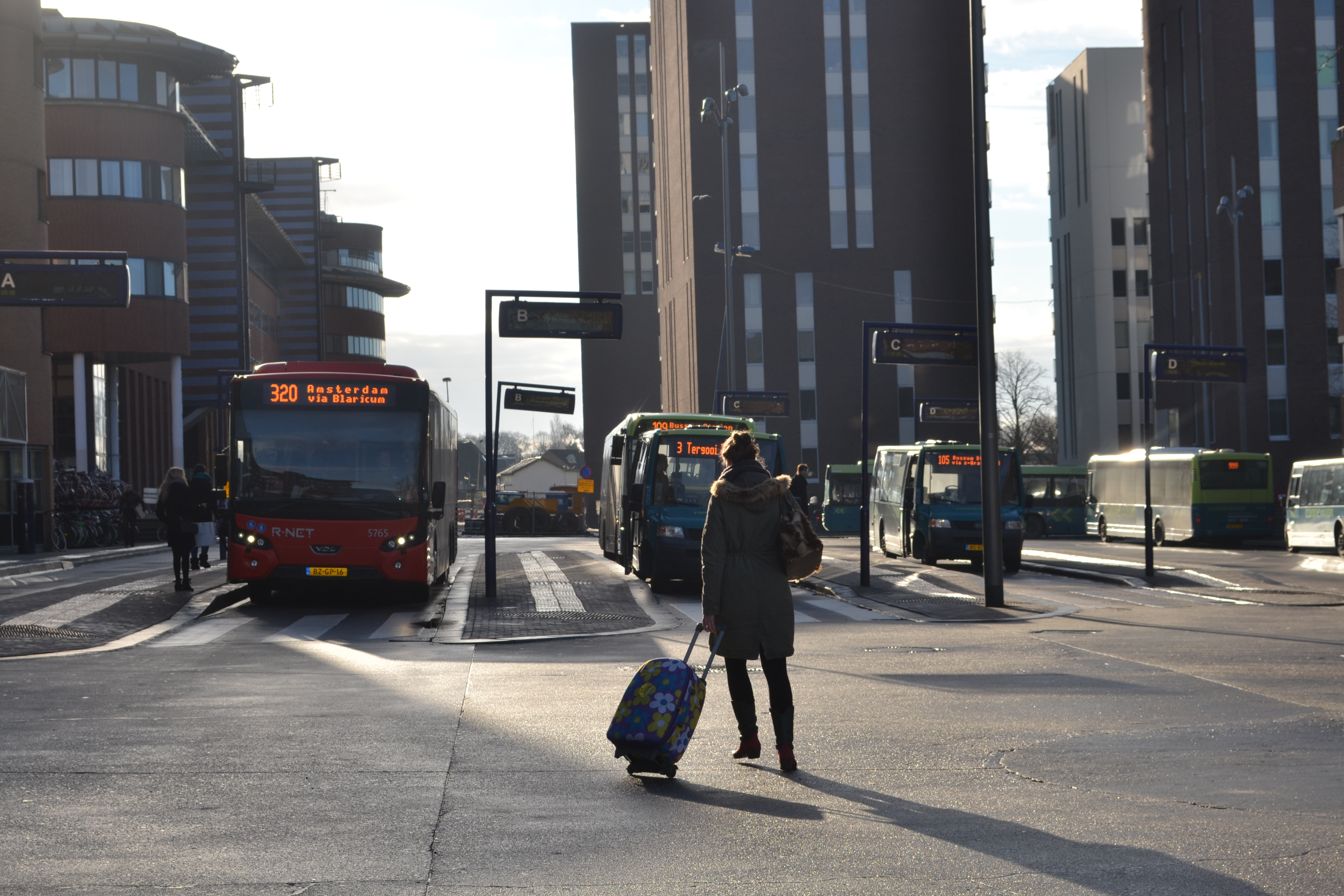
Het oude busstation van het station; tot 2022

## Treinverbindingen
| Serie         | Treinsoort                                    | Route | Bijzonderheden |
| ------------- | --------------------------------------------- | --- | --- |
| 140/240 IC 77 | Intercity (NS International / DB Fernverkehr) | Amsterdam Centraal – Hilversum – Amersfoort Centraal – Apeldoorn – Deventer – Hengelo – Bad Bentheim – Rheine – Osnabrück Hbf – Bünde (Westf) – Hannover Hbf – Berlin-Spandau – Berlin Hbf – Berlin Ostbahnhof | Stopt niet in Almelo. Rijdt elke twee uur. |
| 1500          | Intercity (NS)                                | Amsterdam Centraal – Hilversum – Amersfoort Centraal – Apeldoorn – Deventer | Rijdt op werkdagen tijdens de spits van/naar Deventer. Tussen de spitsen is dat 1x per 2 uur. Rijdt in het weekend enkele ritten van/naar Deventer.                                                                                   |
| 1800          | Intercity direct (NS)                         | Breda – Rotterdam Centraal – Schiphol Airport – Amsterdam Zuid – Duivendrecht – Hilversum – Amersfoort Centraal – Amersfoort Schothorst                                                                        | Via HSL. Rijdt na circa 20:00, op zaterdagochtend tot 9:00 en op zondagochtend tot 9:30 niet tussen Breda en Rotterdam Centraal. |
| 4900          | Sprinter (NS)                                 | Utrecht Centraal – Hilversum – Almere Centrum | Stopt niet in Hilversum Media Park en Bussum Zuid. Stopt van maandag t/m vrijdag tussen circa 6:30 en 20:00 uur, op zaterdag tussen circa 10:00 en 20:00 uur en op zondag tussen circa 11:00 en 20:00 uur niet te Hollandsche Rading. |
| 5700          | Sprinter (NS)                                 | Utrecht Centraal – Hilversum – Weesp – Amsterdam Zuid – Schiphol Airport – Hoofddorp – Leiden Centraal | Rijdt niet na 20:00 uur. Rijdt vrijdag en in het weekend niet tussen Hoofddorp en Leiden Centraal. |
| 5800          | Sprinter (NS)                                 | Amersfoort Vathorst – Amersfoort Centraal – Hilversum – Weesp – Amsterdam Centraal | Rijdt in de vroege ochtend en na 22:30 uur niet tussen Amersfoort Vathorst en Amersfoort Centraal. |

## Busverbindingen
Dit station beschikt over een groot aantal buslijnen die onderhouden worden door Transdev (Gooi en Vechtstreek) en Syntus Utrecht (Provincie Utrecht). Hieronder een overzicht.
| Concessiegebied     | Lijn | Route | Soort          | Bijzonderheden |
| ------------------- | ---- | --- | -------------- | --- |
| Gooi en Vechtstreek | 1    | Hilversum, Station - Kerkelanden | Stadsbus       | |
| Gooi en Vechtstreek | 2    | Hilversum, Station - Erfgooierskwartier | Stadsbus       | |
| Gooi en Vechtstreek | 3    | Hilversum, Station - Hilversum, Station Sportpark - Tergooi Ziekenhuis                                                                                              | Stadsbus       | |
| Gooi en Vechtstreek | 5    | Bussum, Station - Hilversumse Meent - Media Park - Hilversum, Station                                                                                               | Streekbus      | |
| Gooi en Vechtstreek | 6    | Kortenhoef, Veenstaete - Hilversum, Station | Streekbus      | |
| Gooi en Vechtstreek | 9    | Baarn, Oude Amsterdamsestraatweg - Hilversum, Station | Streekbus      | |
| Provincie Utrecht   | 58   | Hilversum, Station - Hollandsche Rading - Maartensdijk - Bilthoven, Station - De Bilt - Zeist - Driebergen, Station Driebergen-Zeist                                | Streekbus      | Niet op zondag |
| Provincie Utrecht   | 59   | Hilversum, Station - Lage Vuursche - Den Dolder, Station - Huis ter Heide - Zeist, Busstation                                                                       | Streekbus      | Niet in het weekend                                                                                                |
| Provincie Utrecht   | 70   | Hilversum, Station - Baarn - Soest - Amersfoort, Centraal Station                                                                                                   | Streekbus      | |
| Gooi en Vechtstreek | 100  | Bussum, Station - Naarden - Huizen (- Bijvanck - Blaricum, P+R - Hilversum, Station)                                                                                | Streekbus      | In de spits verder van/naar Blaricum en Hilversum                                                                  |
| Gooi en Vechtstreek | 104  | Hilversum, Station - Nieuw-Loosdrecht | Streekbus      | 's Ochtends naar Nieuw-Loosdrecht via Hilversum, Zonnestraal, 's middags naar Hilversum via Hilversum, Zonnestraal |
| Gooi en Vechtstreek | 106  | Hilversum, Station - 's-Graveland - Nederhorst den Berg - Weesp | Streekbus      | Rijdt na 19:00 uur en op zaterdag alleen tussen Nederhorst den Berg en Weesp. Rijdt niet op zondag.                |
| Gooi en Vechtstreek | 108  | Huizen, Busstation - Blaricum, Dorp - Laren - Hilversum, Station | Streekbus      | |
| Provincie Utrecht   | 121  | Mijdrecht - Vinkeveen - Loenen a/d Vecht - Oud-Loosdrecht - Hilversum, Station                                                                                      | Streekbus      | Niet op zondag |
| Gooi en Vechtstreek | 320  | Amsterdam, Amstelstation - Muiden, P+R terrein - Naarden, Gooimeer P+R - Huizen, Crailo P+R - Huizen, Busstation - Blaricum, P+R - Eemnes, P+R - Hilversum, Station | R-net          | |
| Gooi en Vechtstreek | N32  | Hilversum, Station > Eemnes, P+R > Blaricum, P+R > Huizen, Busstation > Huizen, Karel Doormanlaan                                                                   | R-net nachtbus | Rijdt alleen op zaterdagnacht                                                                                      |

## Ontwikkeling aantal reizigers
Het aantal door NS vervoerde reizigers (per gemiddelde werkdag) ontwikkelde zich sedert 2019 als volgt:
| Jaar | Aantal reizigers |
| ---- | ---------------- |
| 2019 | 31.692           |
| 2020 | 14.339           |
| 2021 | 14.694           |
| 2022 | 21.933           |
| 2023 | 26.006           |
| 2024 | 24.941           |